# Mercedes-Benz klasy X
Mercedes-Benz klasy X – samochód osobowy typu pick-up klasy średniej produkowany pod niemiecką marką Mercedes-Benz w latach 2017 – 2020.

## Historia i opis modelu

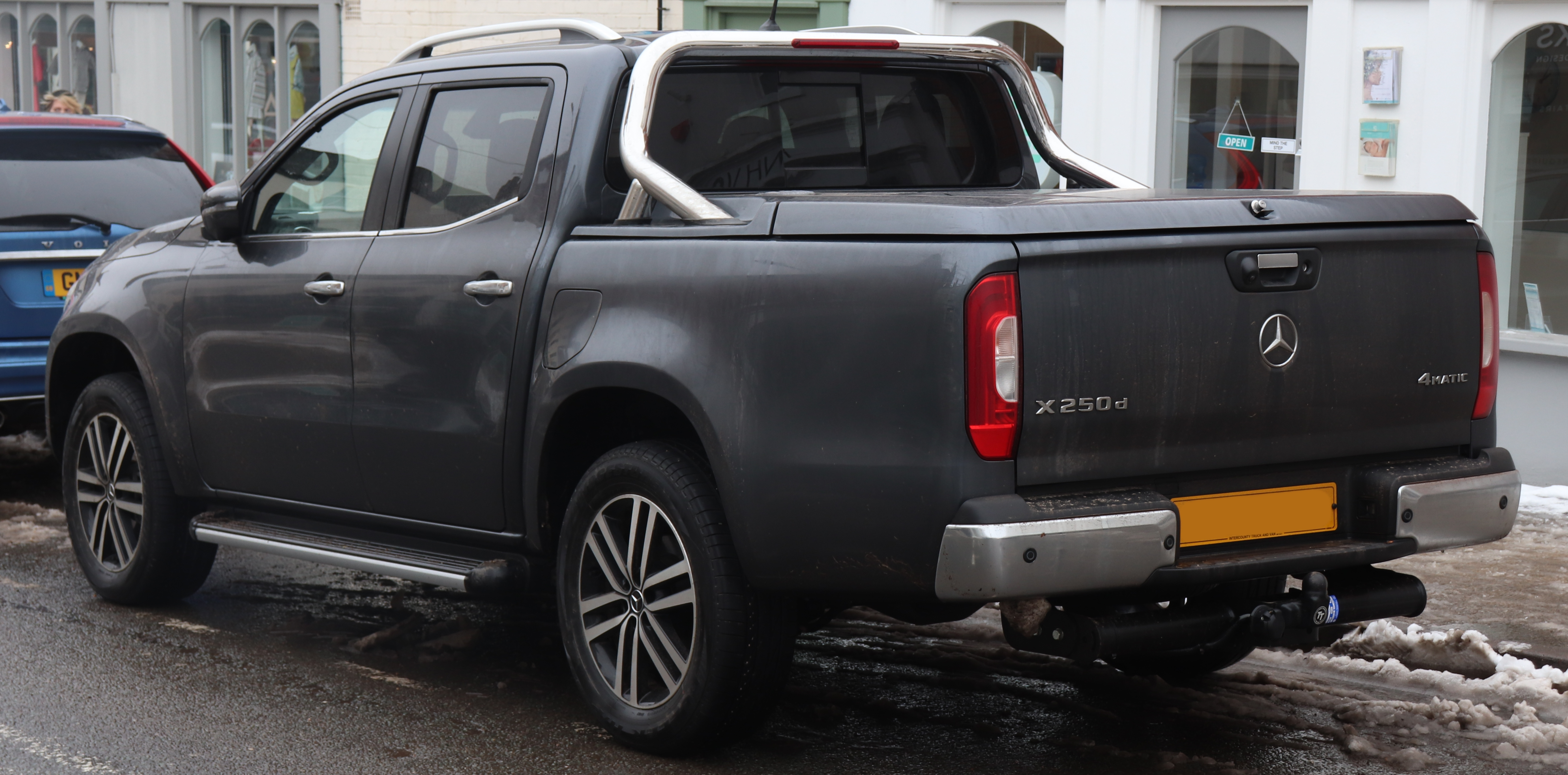
Mercedes-Benz klasy X - tył

Pojazd został po raz pierwszy zaprezentowany jako model koncepcyjny w październiku 2016 roku w Sztokholmie pod nazwą Concept X-Class. 18 lipca 2017 roku w Kapsztadzie zaprezentowano wersję produkcyjną pojazdu. Auto zbudowane zostało w ramach współpracy aliansu Renault-Nissan. Model X jest bliźniaczym pojazdem dla Nissana Navary oraz Renault Alaskan.
Wbrew wcześniejszym zapowiedziom, Mercedes nie ulokował produkcji Klasy X w Argentynie i nie rozpoczął sprzedaży modelu w Ameryce Południowej. Argumentowano, że badania rynku wykazały nikły potencjał w tym regionie. Tym samym, samochód był dostępny jedynie na 4 dużych rynkach - w Europie, Rosji, Afryce Południowej i Australii.

### Koniec produkcji
W drugiej połowie lipca 2019 roku pojawiły się informacje, że Mercedes po zaledwie 2 latach produkcji wycofa ze sprzedaży Klasę X. Samochód przyniósł rozczarowujące wyniki sprzedaży, a ponadto oparty jest na technice Renault i Nissana, z którym koncern Daimler kończy współpracę w 2020 roku.

### Wersje wyposażeniowe
- Pure
- Progressive
- Power

Standardowe wyposażenie podstawowej wersji Pure obejmuje m.in. system ABS, DSR, asystenta rozpoznawania znaków drogowych, system Lane Assist, komplet poduszek powietrznych, elektryczne sterowanie szyb, elektryczne sterowanie lusterek, oświetlenie przestrzeni ładunkowej wraz z gniazdem 12V, wielofunkcyjną kierownicę oraz 5,4-calowy ekran dotykowy systemu multimedialnego, a także napęd na tylną oś pojazdu, system HAC wspomagający ruszanie pojazdem na wzniesieniu, system monitorujący ciśnienie powietrza w oponach oraz tempomat i światła przeciwmgłowe. Bogatsze wersje wyposażone będą mogły być m.in. w skórzaną tapicerkę, chromowane elementy nadwozia, drewniane wykończenie wnętrza, 8,4-calowy ekran dotykowy systemu multimedialnego oraz nawigacji satelitarnej.

### Silniki
| 220d | 2298 | R4 DOHC | 163 (120)/3750 | 403/1500-2500 | 12,9 | 170 |
| 250d | 2298 | R4 DOHC | 190 (140)/3750 | 450/1500-2500 | 11,8 | 180 |
| 350d | 2987 | V6 DOHC | 258 (190)/3400 | 550/1400-3200 | 7,9  | 205 |